# 巴哈馬滑唇鰧
巴哈馬滑唇鰧（學名：Leurochilus acon），為輻鰭魚綱䲁形目指鰧科滑唇鰧屬的一個種，分布於中西大西洋巴哈馬群島、維京群島和安提瓜海域，深度0至8公尺，本魚頭部中等大小，圓錐形；眼長於頭頂，無柄，無觸鬚或乳突，鼻孔管狀，口上翹，下頜突出，上下唇無皮瓣，鰓蓋上角有一寬闊的鱗片，邊緣有數個短點，背鰭硬棘10-14枚、背鰭軟條12-14枚，腹鰭著生於喉下，每節有1-3根鰭條，鱗片大，光滑，頭部、頸背、喉部和腹部無鱗，體色淺，有時有不明顯的棕色條紋，體長可達2.9公分，棲息在有沙底質岩石海域，生活習性不明。